# Половинец, Степан Андреевич
Степан Андреевич Половинец (1 мая 1925 — 4 сентября 2016) — участник Великой Отечественной войны, полный кавалер Ордена Славы (1946).

## Биография
Родился 1 мая 1925 года в селе Семёновка, в семье рабочего.
Окончил семилетнюю школу в Новороссийске, в дальнейшем работал на заводе.
В 1943 году был призван в РККА Абинским районным военкоматом Краснодарского края, с апреля 1943 года находился на фронтах Великой Отечественной войны.
С 1 по 11 мая 1944 года рядовой Половинец, будучи командиром орудия батареи 45-мм пушек 696-го стрелкового полка 383-й стрелковой дивизии Приморской армии 4-го Украинского фронта в составе расчёта при освобождении Крыма находился в боевых порядках пехоты и прямой наводкой уничтожил более взвода вражеской пехоты, подавил около 7 пулемётных точек и вывел из строя 2 орудия и 3 миномёта. 21 мая 1944 года награждён орденом Славы 3 степени.
С 14 по 15 января 1945 года, будучи сержантом того же полка, в боях на пулавском плацдарме прямой наводкой уничтожил до отделения вражеских солдат и подавил 3 огневые точки противника. 5 февраля 1945 года при форсировании реки Одер в районе города Фюрстенберг расчёт под командованием Половинца в ледяной воде переправил орудие на левый берег и прямой наводкой истребил около 10 вражеских автоматчиков, подавил 3 огневые точки и отразил несколько контратак врага. 22 марта 1945 года награждён орденом Славы 2 степени.
С 16 по 19 апреля 1945 года в боях при прорыве обороны противника на плацдарме у селения Лоссов к югу от города Франкфурт-на-Одере уничтожил более 15 вражеских солдат, 3 пулемётные точки и блиндаж. 19 апреля 1945 года в бою был тяжело ранен. Указом Президиума Верховного Совета СССР от 15 мая 1946 года награждён орденом Славы 1 степени, став полным кавалером ордена Славы.
После войны продолжал воинскую службу. В 1950 году уволен в запас в звании старшего лейтенанта. В 1971 году окончил Киевский железнодорожный техникум, работал техником-технологом Жмеринского вагоноремонтного завода, жил в Жмеринке.
Умер 4 сентября 2016 года.

## Награды
- орден Красной Звезды (30.6.1943)[4]
- орден Отечественной войны 2 степени (30.6.1943)
- орден Славы 3 степени (21.6.1944)[1]
- орден Славы 2 степени (22.3.1945)[2]
- орден Славы 1 степени (15.5.1946)[3]
- орден Отечественной войны 1 степени (11.3.1985)[5]
- орден Богдана Хмельницкого II степени (30.04.2005)[6]